# Baai van Matsalu

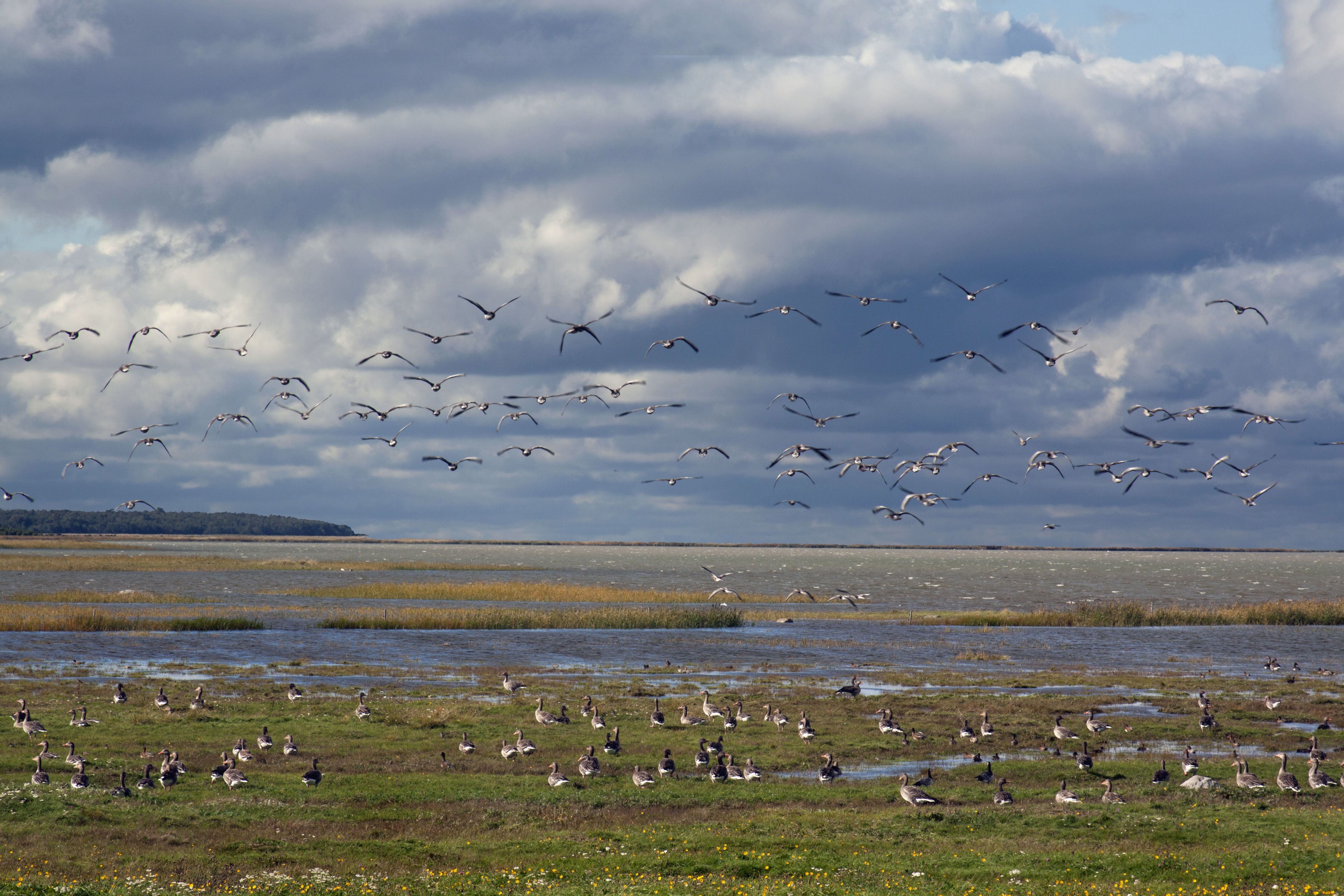
Draslanden langs de baai

De Baai van Matsalu (Estisch: Matsalu laht) is een baai in Estland die is gelegen in het Nationaal park Matsalu. De baai heeft een oppervlakte van 67 km², een lengte van wel 18 kilometer, een breedte van 4 tot 6 kilometer en een maximale diepte van 3,50 meter. Samen met de Baai van Haapsalu maakt deze baai een schiereiland van de gemeente Haapsalu. Het water is brak, aangezien het de overgang is van het zoete water van de hier uitmondende rivier Kasari en het zoute(re) water van de Oostzee. 
De baai is uitgeroepen tot Ramsargebied en bevat een van Europa's grootste "wetlands". Rondom de baai komen veel diersoorten voor, waaronder een heleboel vogelsoorten. Vooral steltlopers en watervogels komen veel voor in het gebied rondom de baai. Ook zijn er zeearenden gesignaleerd, en op 21 september 2011 zijn er nog eens 20.200 kraanvogels gespot. Ook komen er veel wilde paarden voor. 